# 日本総合医療専門学校
日本総合医療専門学校（にほんそうごういりょうせんもんがっこう）とは、東京都荒川区にある柔道整復師養成の専門学校。修業期間3年制で卒業すると柔道整復師国家試験の受験資格が得られる。本校では、柔道整復師の資格はもちろんのこと、その他複数のライセンスが取得可能コースです。スポーツ分野（スポーツトレーナー等）・介護分野・美容分野等を取得可能。運営母体は、学校法人日本医科学総合学院。昼間部Ⅰコース・Ⅱコース。

## 学校法人日本医科学総合学院沿革
- 2000年（平成12年）2月25日 - 学校法人日本医科学総合学院認可
- 2000年（平成12年）4月1日 - 「朋友柔道整復専門学校」開校
- 2008年（平成20年）10月3日 - 理事長藤原喜明就任
- 2011年（平成23年）1月21日 - 第六代校長 黒坂健就任
- 2011年（平成23年）4月1日 - 理事、監事改選就任
- 2014年（平成26年）4月1日 - 理事、監事改選就任
- 2016年（平成28年）3月31日 - 理事長藤原喜明勇退
- 2016年（平成28年）4月1日 - 理事長黒坂健就任
- 2016年（平成28年）4月1日 - 「日本総合医療専門学校」校名変更
- 2017年（平成29年）4月1日- 理事、監事、評議員改選就任
- 2017年（平成29年）4月1日 - 理事長黒坂健就任

## 法人経営
- 役員・評議員組織基盤
- 理事会決定機関
- 理事長以下各理事役割分担
- 監事の経営監視
- 評議員の諮問機関役割
- 明確な経営目標の設定、検証

## 日本総合医療専門学校沿革
- 2000年（平成12年）4月1日 - 朋友柔道整復専門学校開校 初代校長：佐藤鴨就任
- 2002年（平成14年）3月29日 - 第二代校長 山岡巳義就任
- 2005年（平成17年）6月29日 - 第三代校長 吉田信幸就任
- 2006年（平成18年）7月11日 - 第四代校長 高橋賢一郎就任
- 2007年（平成19年）5月19日 - 第五代校長 湯浅克雄就任
- 2011年（平成23年）1月21日 - 第六代校長 黒坂健就任
- 2016年（平成28年）4月1日 - 「日本総合医療専門学校」校名変更
- 2021年（令和3年）4月1日 - 第七代校長 齋藤貴司就任

## 学科
- 医療専門課程柔道整復学科
  - 柔整スポーツ・ケアコース Ⅰコース
- 医療専門課程鍼灸学科
  - スポーツ・メディカルはり・きゅう Ⅰコース

## 取得できる資格
- 柔道整復師国家試験受験資格
- はり師・きゅう師国家試験受験資格

- JATI認定トレーニング指導者（JATI-ATI）
- アロマコーディネーターライセンス
- 専門士

## 運営母体役員
- 理事長 黒坂健 （学校長）
- 理事 岸野雅方 （理事会選任）
- 理事 塚原康夫 （理事会選任）
- 理事 古川清裕 （理事会選任）
- 理事 木野達司 （評議員会選任）
- 理事 岸野佑宣 （評議員会選任）
- 理事 平賀修司 （評議員会選任）
- 監事 米倉洋子 （弁護士）
- 監事 鶴見英司 （司法書士）
- 会計 樋口貴夫 （税理士）

## 所在地
- 東京都荒川区東日暮里6-25-13

## 交通手段
- 常磐線、三河島駅 徒歩1分
- 日暮里駅 徒歩12分
- 京成本線 新三河島駅 徒歩8分

## 附属実習施設
- 日本総合医療専門学校附属鍼灸接骨院